# HMS Prince George (1772)
HMS Prince George — 90-пушечный линейный корабль Королевского флота. Второй корабль, названный в честь принцев Ганноверской династии.
Заказан 11 июня 1766 года. Спущен на воду 31 августа 1772 года в Чатеме. В ходе общего довооружения кораблей второго ранга был повышен до 98-пушечного.

## Служба
Участвовал в Американской революционной войне. Был при острове Уэссан, в Битве при лунном свете, при Сент-Киттсе и при островах Всех Святых.
1782 — капитан Джон Уильямс (англ. John Williams, Шомберг ошибочно называет его Уильям Уильямс). Служил на Подветренных островах под командованием сэра Сэмуэля Худа. 19 апреля принял участие в битве с графом де Грассом в большой акватории между островами Гваделупа, Мартиника, Всех Святых и Мари-Галант. Родни прорвал французскую линию; произведенное им смятение и бои между отдельными кораблями в конечном счете привели к сдаче французского адмирала и бегству многих его кораблей. Шесть французских кораблей были захвачены в плен, один потоплен и один, Caesar, взорвался после того как был взят, убив лейтенанта и 50 английских моряков призовой партии, и почти 400 пленных. Prince George потерял 9 человек убитыми и 24 ранеными.
Участвовал во Французских революционных войнах. Был при Славном Первом июня, при острове Груа.
1794 - капитан Уильям Дометт (англ. William Domett), под флагом адмирала сэра Александра Худа, в составе флота лорда Хау.
В мае 1794 года Франции угрожал голод, французский флот вышел в море обеспечить защиту флоту с зерном из Америки. 19 мая лорд Хау получил сведения о выходе противника и пошел в погоню. Он обнаружил французов с наветра, утром 28-го, примерно в 300 милях к западу от острова Уэссан. Погода была плохая, туман и высокая волна. 28-го и 29-го были мелкие столкновения, в которых несколько вражеских кораблей были повреждены, а британские выиграли преимущество, зайдя с наветра.
На рассвете 1 июня по носу с подветра был замечен французский флот, 26 линейных кораблей, суммарно 2158 пушек. Лорд Хау имел 25 линейных кораблей с 2098 пушками. В результате боя шесть вражеских кораблей были захвачены и 19 июня лорд Хау привел их в Спитхед.
Капитан Джеймс Гамбье пришел на Prince George зимой 1794 года, во время оснащения в Чатеме.
1795 — капитан сэр Дж. Орд (англ. J. Orde), флагман вице-адмирала Дункана. Он командовал Prince George, но никогда не выходил на нем в море.
1795 — август, капитан Эдж (англ. Edge). 1795, сентябрь, капитан Джеймс Боуэн, оснащался для роли флагмана контр-адмирала Кристиана (англ. Christian), который был назначен командовать эскадрой, собранной для нападения на французские и голландские поселения в Вест-Индии. Вышел с о. Святой Елены 16 ноября с эскадрой боевых кораблей и более 200 вест-индских купцов и транспортов с 16 000 войск. На вторую ночь после выхода ветер переменился и задул со штормовой силой, загнав суда в Торбей и Портленд, а некоторые обратно в Портсмут. Несколько торговых судов и транспортов затонули, и много людей погибло. Они сделали еще попытку в начале декабря, но были рассеяны штормом еще хуже, который продолжался несколько недель. Prince George потерял руль и имел другие повреждения, так что Боуэн и Кристиан перешли на HMS Glory. Некоторые корабли смогли выйти из залива Корк 25 февраля 1796 года, и только 20 марта контр-адмирал Кристиан смог покинуть Портсмут на HMS Thunderer.
1797 — капитан Ирвин (англ. Irwin), флаг контр-адмирала У. Паркера, затем вице-адмирала Томпсона. С ноября 1797 года — капитан Боуэн (англ. Bowen).
1798 — капитан Джозеф Бингам (англ. Joseph Bingham), под флагом сэра Уильяма Паркера, у берегов Испании. Он последовал за контр-адмиралом в Америку.
1801 — капитан Роули (англ. Rowley), флагман контр-адмирала Коттона (англ. Cotton), Флот Канала.
Участвовал в Наполеоновских войнах.
Весной 1803 года капитан Ричард Карри (англ. Richard Curry) с HMS Royal Sovereign провел несколько дней вводя Prince George в строй, прежде чем вернуться на свой корабль.
1804 — капитан Йорк (англ. Yorke). 29 января корабль задержался в Сент-Хеленс из-за противных ветров, но на следующий день получил приказ срочно выходить и присоединиться к Флоту Канала, поскольку многие корабли из-за последних штормов выбыли.
1805 — капитан Джордж Лосак (англ. George Losack), Флот Канала.
1807 — 4 января конвой в Вест-Индию. Выведен из активного состава в Портсмуте в конце года.